# 小栗山駅

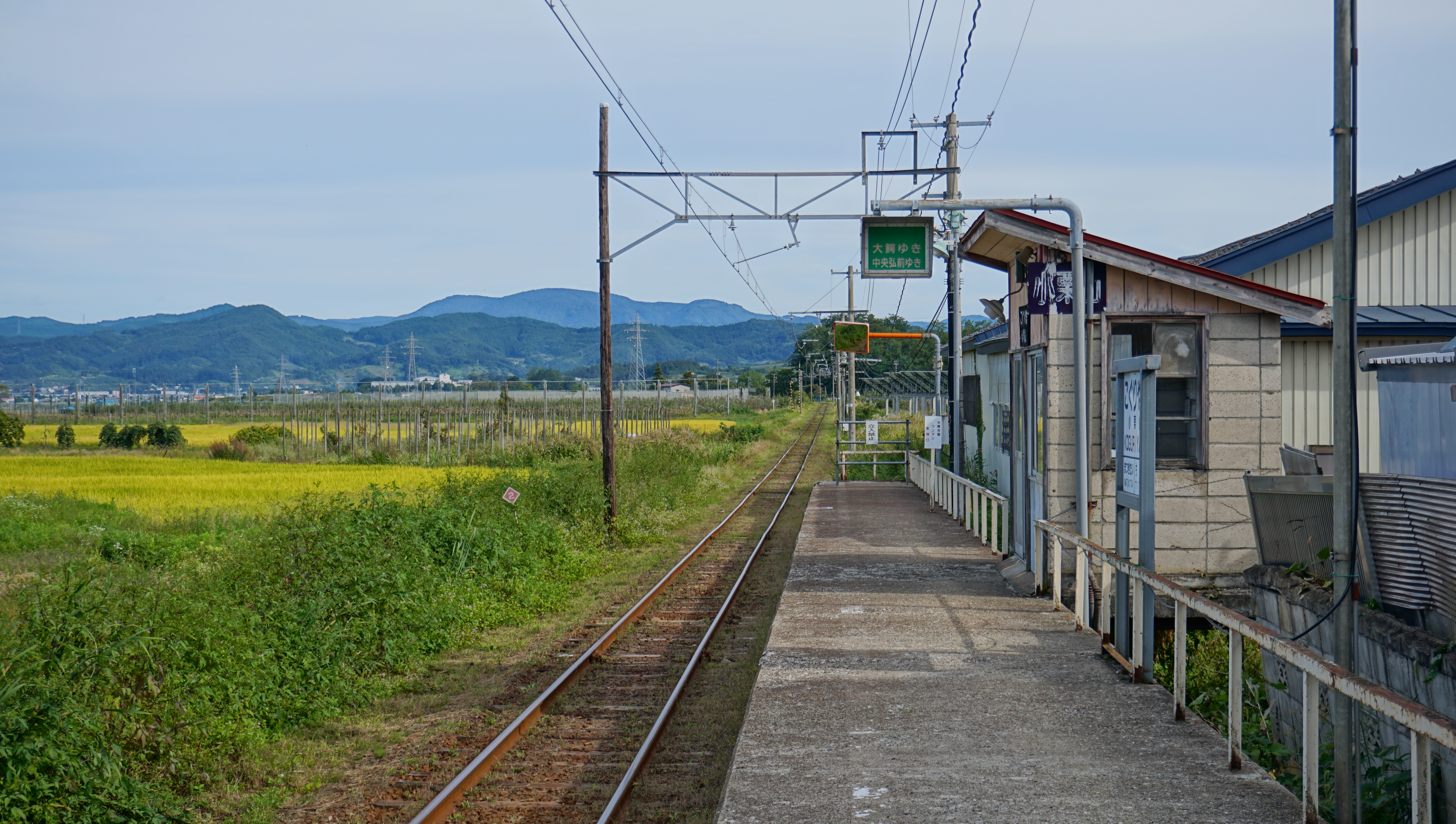
ホーム

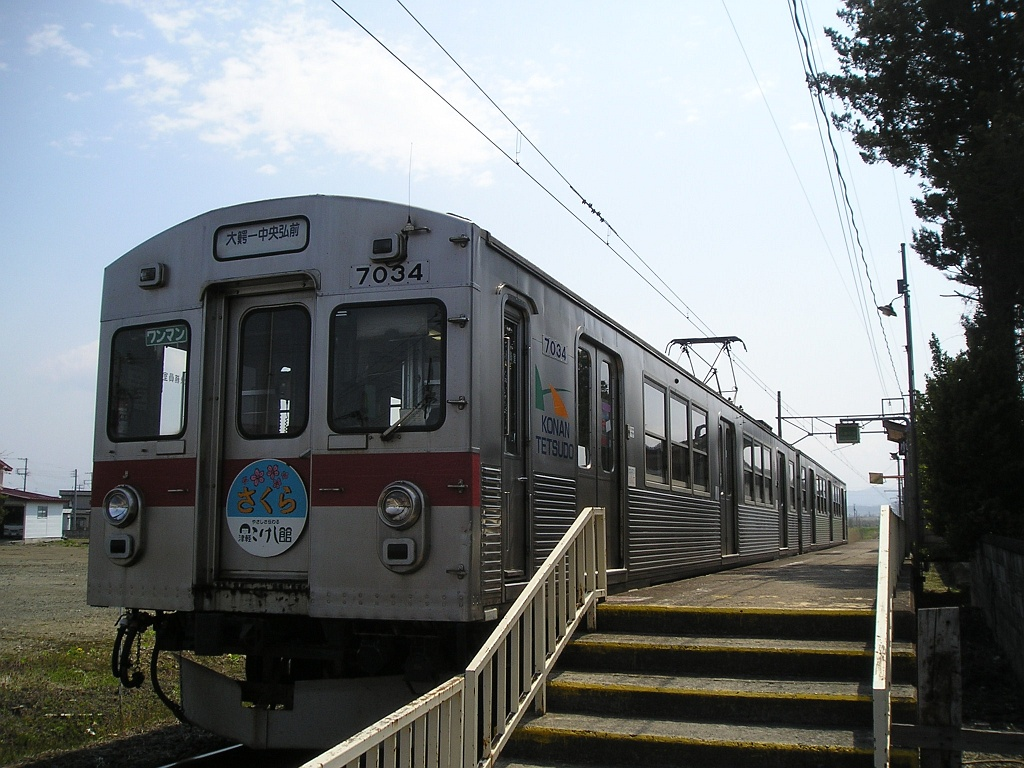
小栗山駅を出発する電車

小栗山駅（こぐりやまえき）は、青森県弘前市大字小栗山にある弘南鉄道大鰐線の駅である。駅番号はKW 06。

## 歴史
- 1952年（昭和27年）1月26日：弘前電気鉄道による大鰐線開業と同時に開業。
- 1970年（昭和45年）10月1日：弘南鉄道に譲渡。

## 駅構造
単式ホーム1面1線の地上駅。ホーム上に待合室が設置される無人駅である。

## 利用状況
| 1日乗降人員推移 | 1日乗降人員推移 |
| 年度            | 1日平均人数     |
| --------------- | --------------- |
| 2011年          | 13              |
| 2012年          | 14              |
| 2013年          | 12              |
| 2014年          | 14              |
| 2015年          | 15              |
| 2016年          | 17              |
| 2017年          | 18              |

## 駅周辺
- 弘前市立千年小学校
- 弘前市立千年公民館
- 小栗山農村交流公園
- 弘南バス「千年公民館前」停留所（弘前駅 - 小栗山線、駒越 - 小栗山線、三本柳 - 義塾高校線）

## 隣の駅
弘南鉄道
■大鰐線
松木平駅（KW 07） - 小栗山駅（KW 06） - 千年駅（KW 05）